# بی‌حسی منطقه‌ای
بی‌حسی منطقه‌ای (به انگلیسی: Regional Anesthesia) اصطلاحی در بیهوشی است که شامل دو روش اسپاینال و اپیدورال می‌شود. در این فرایند بی‌حسی برای جراحی، در محدوده وسیع تری ایجاد می‌شود. در این روش داروی بی‌حسی مستقیم در اطراف عصبی که مسئول عصب دهی به یک محدوده است تزریق شده و بدن در یک محدوده وسیع تر بی‌حس می‌شود.

در بی‌حسی منطقه‌ای بر اساس محل تزریق ماده بی‌حس‌کننده در کنار نخاع به دو نوع اپیدورال و اسپاینال تقسیم می‌گردد.